# Eulithis flavobasata
Eulithis flavobasata är en fjärilsart som beskrevs av Otto Zöllner Schorr 1919. Eulithis flavobasata ingår i släktet Eulithis och familjen mätare. Inga underarter finns listade i Catalogue of Life.